# Deuterixys anica
Deuterixys anica är en stekelart som beskrevs av Austin och Paul C. Dangerfield 1992. Deuterixys anica ingår i släktet Deuterixys och familjen bracksteklar. Inga underarter finns listade i Catalogue of Life.